# Oxytropis glabra
Oxytropis glabra är en ärtväxtart som beskrevs av Dc. Oxytropis glabra ingår i släktet klovedlar, och familjen ärtväxter.

## Underarter
Arten delas in i följande underarter:
- O. g. drakeana
- O. g. glabra
- O. g. tenuis